# Sergej Petrov
Sergej Andreevič Petrov (in russo Сергей Андреевич Петров?, Sergei Andreyevich Petrov; Leningrado, 2 gennaio 1991) è un calciatore russo, centrocampista del Krasnodar.

## Carriera

### Club
Petrov ha iniziato la carriera con la maglia dello Zenit, formazione con cui ha esordito nella Prem'er-Liga in data 13 marzo 2011: ha infatti sostituito Szabolcs Huszti nella vittoria per 0-1 sul campo del Terek Groznyj. È poi passato al Kryl'ja Sovetov, debuttando in squadra il 1º agosto 2011, subentrando a Ognjen Koroman nel pareggio per 1-1 contro l'Amkar Perm'. Il 6 marzo 2012 ha realizzato la prima rete nella massima divisione russa, in un'altra partita contro l'Amkar Perm', persa per 2-1. Agli inizi del 2013, è stato ingaggiato dal Krasnodar, per cui ha disputato il primo incontro l'8 marzo, nella vittoria per 2-1 sull'Amkar Perm'. Il 5 maggio ha segnato la prima rete in campionato per questa squadra, contribuendo alla vittoria per 2-0 sul Volga Nižnij Novgorod.

### Nazionale
Petrov ha contribuito alla vincente campagna di qualificazione al campionato europeo Under-21 2013, con la Nazionale di categoria. Il commissario tecnico Nikolaj Pisarev lo ha poi incluso tra i convocati in vista della fase finale della rassegna continentale.

## Statistiche

### Cronologia presenze e reti in nazionale
| Cronologia completa delle presenze e delle reti in nazionale ― Russia | Cronologia completa delle presenze e delle reti in nazionale ― Russia | Cronologia completa delle presenze e delle reti in nazionale ― Russia | Cronologia completa delle presenze e delle reti in nazionale ― Russia | Cronologia completa delle presenze e delle reti in nazionale ― Russia | Cronologia completa delle presenze e delle reti in nazionale ― Russia | Cronologia completa delle presenze e delle reti in nazionale ― Russia | Cronologia completa delle presenze e delle reti in nazionale ― Russia |
| Data                                                                  | Città                                                                 | In casa                                                               | Risultato                                                             | Ospiti                                                                | Competizione                                                          | Reti                                                                  | Note                                                                  |
| --------------------------------------------------------------------- | --------------------------------------------------------------------- | --------------------------------------------------------------------- | --------------------------------------------------------------------- | --------------------------------------------------------------------- | --------------------------------------------------------------------- | --------------------------------------------------------------------- | --------------------------------------------------------------------- |
| 6-9-2016                                                              | Mosca                                                                 | Russia                                                                | 1 – 0                                                                 | Ghana                                                                 | Amichevole                                                            | -                                                                     | 79’                                                                   |
| 9-10-2016                                                             | Krasnodar                                                             | Russia                                                                | 3 – 4                                                                 | Costa Rica                                                            | Amichevole                                                            | -                                                                     |                                                                       |
| 13-10-2019                                                            | Nicosia                                                               | Cipro                                                                 | 0 – 5                                                                 | Russia                                                                | Qual. Euro 2020                                                       | -                                                                     | 37’                                                                   |
| 16-11-2019                                                            | San Pietroburgo                                                       | Russia                                                                | 1 – 4                                                                 | Belgio                                                                | Qual. Euro 2020                                                       | -                                                                     | 3’                                                                    |
| 19-11-2019                                                            | Serravalle                                                            | San Marino                                                            | 0 – 5                                                                 | Russia                                                                | Qual. Euro 2020                                                       | 1                                                                     |                                                                       |
| Totale                                                                |                                                                       | Presenze                                                              | 5                                                                     |                                                                       | Reti                                                                  | 1                                                                     |                                                                       |

## Palmarès
- Campionato russo: 1

Krasnodar: 2024-2025